# Pädagogische Hochschule Steiermark

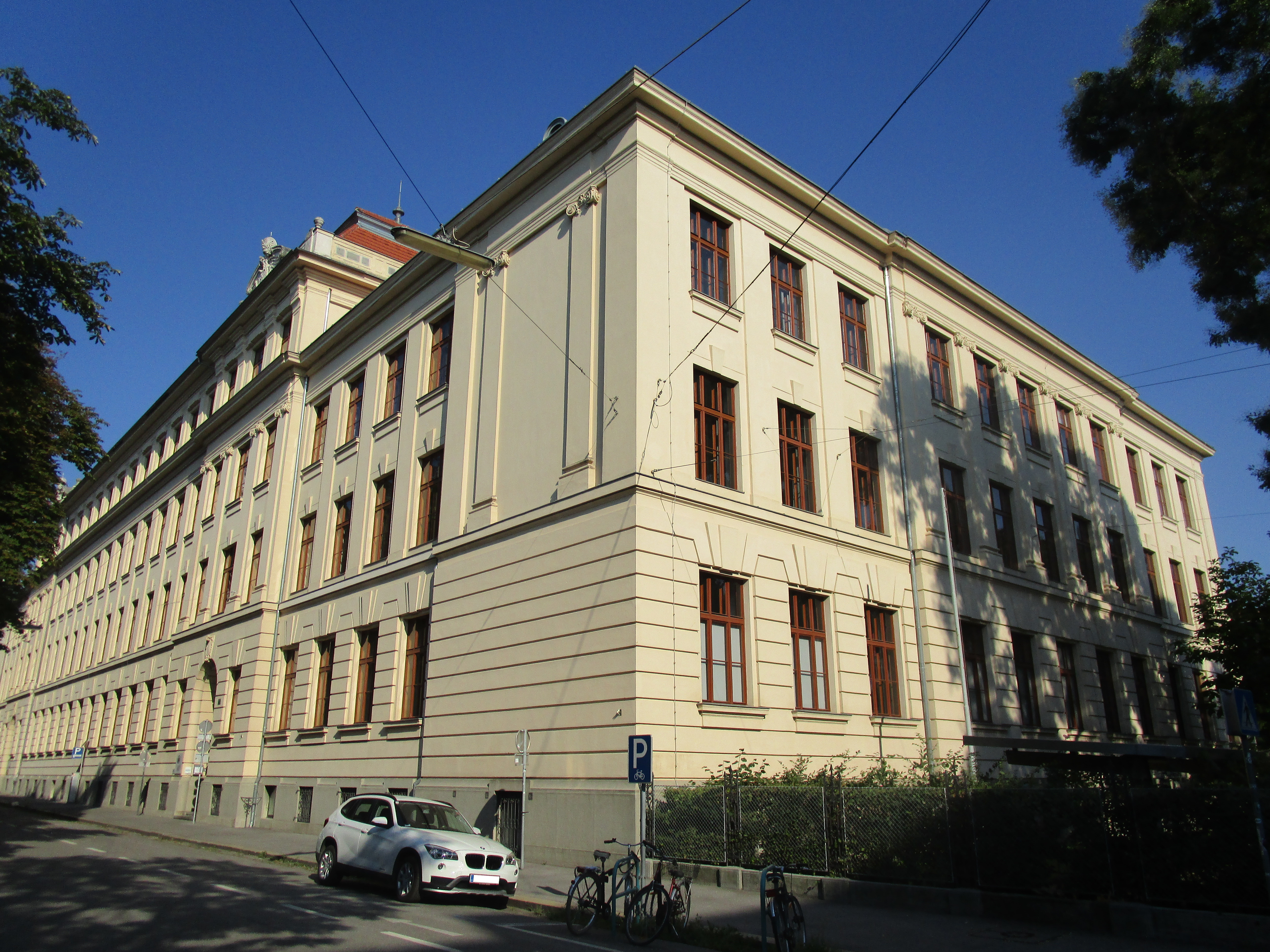
Schulgebäude unter

Die Pädagogische Hochschule Steiermark (PHSt) ist eine österreichische Bildungs- und Forschungsinstitution des tertiären Bereichs zur Professionalisierung von Pädagogen und zur Qualitätsentwicklung des Bildungswesens. Sie bildet Lehrer der Primarstufe und der Sekundarstufe Allgemeinbildung sowie der Berufsbildung aus. Außerdem werden Akademiker zu gruppenführenden Elementarpädagogen weiterqualifiziert.  Im Sinne des Professionalisierungskontinuums umfasst ihr Bildungsangebot auch die Fort- und Weiterbildung für Lehrer. Weiters betreibt sie berufsfeldbezogene Bildungs- und Praxisforschung und berät Bildungseinrichtungen bei Qualitätsentwicklung. Sie wurde am 1. Oktober 2007 gegründet und ging aus der Pädagogischen Akademie des Bundes in der Steiermark, der Berufspädagogischen Akademie Graz und dem Pädagogischen Institut Steiermark hervor.

## Geschichte
1870 wurde in Graz die k.k. Lehrer- und Lehrerinnen-Bildungsanstalt gegründet, die vor dem Neubau der Anstalt in Graz-Geidorf, Hasnerplatz, in der Inneren Stadt, Burggasse 13, ihren Sitz hatte. Bedingt durch den schlechten Bauzustand sowie die Raumenge der Lehranstalt, wurde der Grazer Baumeister Josef Heigl beauftragt, am 15. Februar 1907 mit dem Bau der k.k. Lehrer- und Lehrerinnen-Bildungsanstalt auf dem Hasnerplatz zu beginnen.
Am 9. September 1909 fand die bauliche Kommissionierung statt, am 15. September 1909 der Bezug des Hauses. Feierlich eröffnet wurde die Anstalt am 4. Oktober 1909 vom Statthalter von Steiermark, Manfred von Clary und Aldringen (1852–1928), unter anderem im Beisein von Landeshauptmann Edmund von Attems-Heiligenkreuz (1847–1929) sowie dem Bürgermeister der Stadt Graz, Franz Graf (1837–1921).
Anfang Oktober 2022 folgte die bisherige Vizerektorin Beatrix Karl Elgrid Messner als Rektorin nach.

## Kernaufgaben
Die Kernaufgaben der Pädagogischen Hochschule Steiermark sind:
- Lehre: Wissenschaftsfundierte und professionsorientierte Aus-, Fort- und Weiterbildung von Pädagogen
- Forschung: Berufsfeldbezogene angewandte Bildungs- und Praxisforschung
- Entwicklung: Beratung für Qualitätsentwicklung an Schulen und anderen Bildungseinrichtungen

## Studienangebot
Es werden Lehramtsstudien mit vierjährigen Bachelor- und ein- bis zweijährigen Masterlehrgängen, (Hochschul)Lehrgänge der Weiterbildung und Lehrveranstaltungen der Fortbildung angeboten.
- Lehramt für Primarstufe
- Lehramt für Sekundarstufe Allgemeinbildung (26 allgemeinbildende Unterrichtsfächer und 2 Spezialisierungen)
- Lehramt für Sekundarstufe Berufsbildung (6 Fachbereiche: Ernährung, Information und Kommunikation, Duale Ausbildung sowie Technisch-gewerbliche Pädagogik, Erziehung – Bildung und Entwicklungsbegleitung, Soziales und Facheinschlägige Studien ergänzende Studien)
- Bachelorstudium Elementarpädagogik (seit Herbst 2018)
- Hochschullehrgang Freizeitpädagogik
- Hochschullehrgang Elementarpädagogik (gemeinsam mit der PPH Augustinum Graz)
- Hochschullehrgang Quereinstieg Elementarpädagogik (gemeinsam mit der PPH Augustinum Graz)

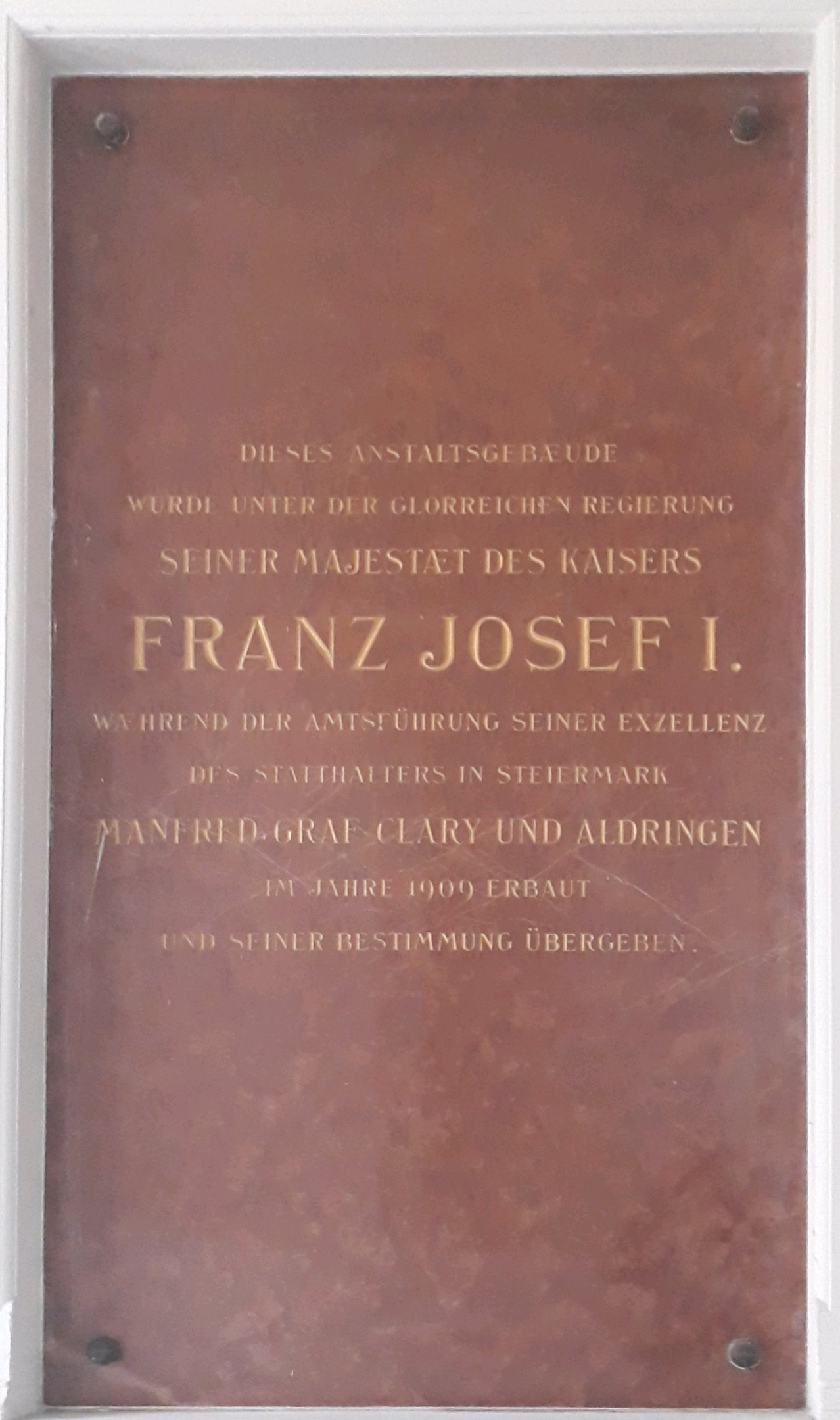
Gedenktafel zur Erbauung der PH unter Kaiser Franz Josef I

Die Lehramtsstudien umfassen fachwissenschaftliche, fachdidaktische, bildungswissenschaftliche und pädagogisch-praktische Elemente. In der Ausbildung der Sekundarstufenlehrer kooperiert die PH Steiermark mit den Pädagogischen Hochschulen und Universitäten des Entwicklungsverbunds Süd-Ost in den Bundesländern Steiermark, Kärnten und Burgenland. Das Bildungsangebot der Fort- und Weiterbildung für Lehrer ist evidenzbasiert und orientiert sich an der Unterstützung von Personal-, Unterrichts- und Schulentwicklung. Mit Unterstützungs- und Beratungsleistungen für Schulen und andere Bildungseinrichtungen trainiert die PHSt Führungspersonen und begleitet Qualitätsentwicklungsprozesse im Bildungswesen.

## Forschung
Die Forschungsschwerpunkte der PH Steiermark sind Lehren und Lernen, Fachdidaktik und Professionalität und Schule. In der Praxisforschung wird unterrichtliches und schulisches Handeln untersucht und entwickelt. Das gesamte Bildungsangebot sowie die Forschung der PH Steiermark zielt auf die Bildung von Pädagogen als reflektierende Praktiker mit hoher fachlicher, didaktischer und pädagogischer Expertise sowie auf die Qualitätsentwicklung von Bildungsorganisationen. Dabei wird der Theorie-Praxis-Bezug als eine der besonderen Stärken der PHSt betrachtet und regionale, nationale und internationale Kooperationen unterstützen die Erreichung hoher anerkannter Standards.

## Standorte
- Pädagogische Hochschule Steiermark, Hasnerplatz 12, 8010 Graz

Hauptgebäude mit Lehrsälen, Büro der Rektorin, Aula, Praxisvolksschule PHSt, Praxis-Neue Mittelschule PHSt
- Pädagogische Hochschule Steiermark, Theodor-Körner-Straße 38, 8010 Graz

Seminarräume, Bibliothek, Ludothek, Verwaltungsbüros
- Pädagogische Hochschule Steiermark, Ortweinplatz 1, 8010 Graz

Verwaltungsbüros, Erasmusbüro